# مفاعل C1W

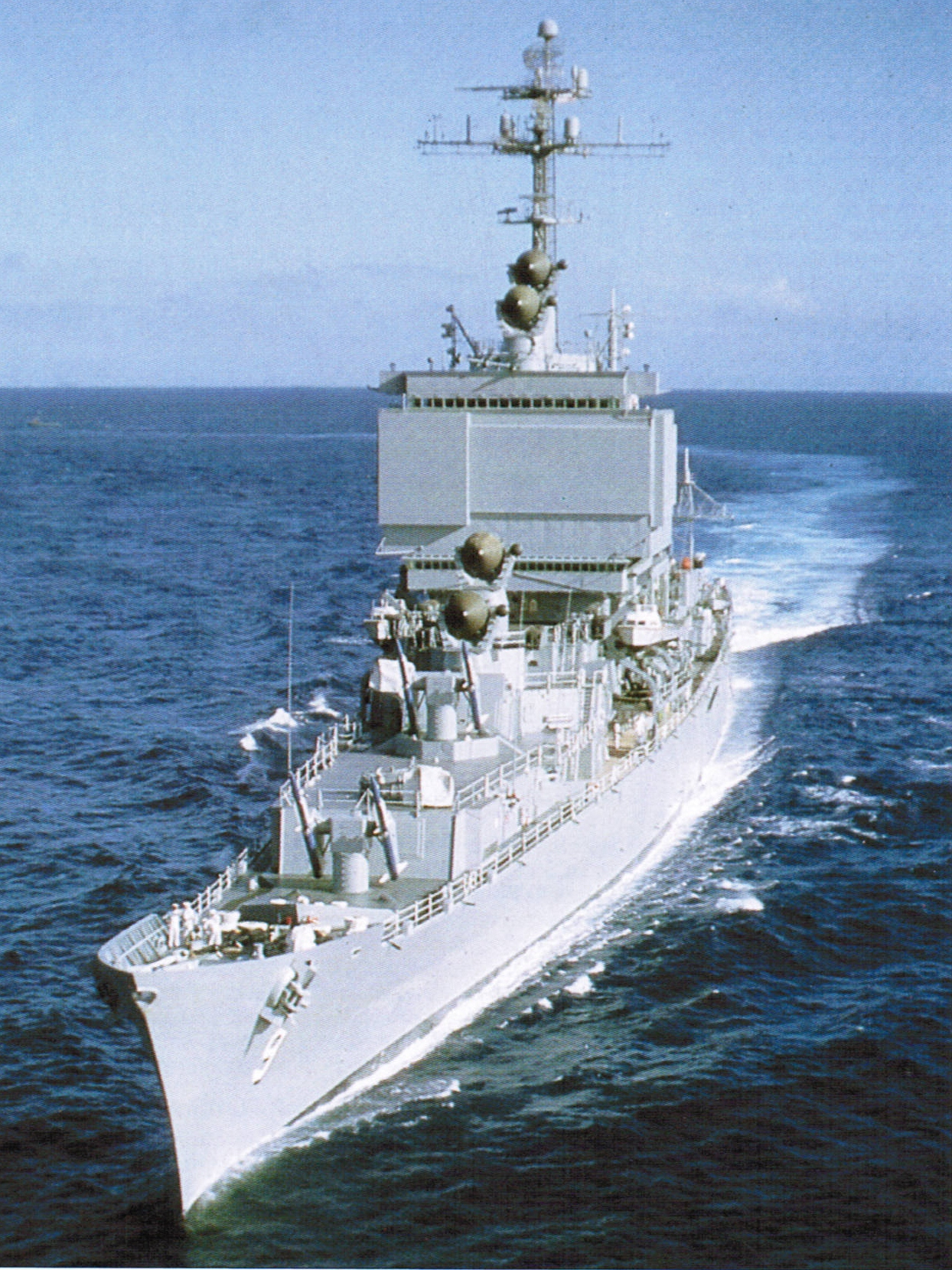

مفاعل C1W (بالإنجليزي: C1W reactor) مفاعل نووي يستخدم من قبل القوات البحرية الأمريكية لتوليد طاقة كهربية وقوة دفع للسفن الحربية , يقصد بالاختصار  :C1W
C : حاملةطراد
1:أول جيل مصمم بواسطة مقاول 
W :ويستنغهاوس وهي الشركة المصممة